# Cobanus erythrocras
Cobanus erythrocras là một loài nhện trong họ Salticidae.
Loài này thuộc chi Cobanus. Cobanus erythrocras được Ralph Vary Chamberlin & Wilton Ivie miêu tả năm 1936.